# Наконечний Іван Максимович
Іван Максимович Наконечний (18 жовтня 1931 року, с. Краснопілка (с. Бурти), Кагарлицький район, Київська область – 7 березня 2014 року, м. Київ) – учасник Революції Гідності, Герой Небесної Сотні, Герой України. 

## Життєпис
Народився 18 жовтня 1931 року в селі Краснопілка (нині частина села Бурти) Кагарлицького району Київської області. Зовсім малим пережив Голодомор, утративши сестру – одну з п’ятьох дітей у родині. Пам’ятав німецьку окупацію. Закінчивши місцеву школу, три роки служив матросом на військовому кораблі в Севастополі. Тоді й вирішив пов’язати свою долю з військово-морським флотом. Після навчання у морському училищі отримав звання лейтенанта, служив у Ленінграді. Там і одружився. У подружжя народилися двоє синів. Заради родини після п’яти років служби Іван Наконечний демобілізувався та влаштувався працювати інженером. На початку 1980-х років Іван Максимович повернувся на Київщину, щоб доглядати за паралізованою матір’ю та батьком, згодом оселився у Києві, куди переїхала і його дружина.
За два роки до Революції Гідності в житті Івана Максимовича сталася трагедія – він овдовів і втратив одного із синів.

## На Майдані
Революція Гідності
У 82 роки був на Майдані ще до часу розгону студентів 30 листопада 2013 року. Після розгону студентів 30 листопада 2013 року він щодня був на Майдані і підтримував народ України. Посвідчення захисника Майдану — номер 91587 від 8 січня 2014 року. Родичі вмовляли його не ходити на Майдан в такому віці. У відповідь вони чули, що він давав військову присягу — захищати свій народ. Іван знав, на яку небезпеку наражає себе, тому заздалегідь поклав до кишені паспорт і аркуш паперу з контактами родичів. Їх знайшли в кишенях загиблого.
Загибель
18 лютого разом із тисячами інших мітингувальників Іван Наконечний був в урядовому кварталі, оточеному силовиками. Спецпризначенці, використовуючи зброю, намагалися перешкодити колонам майданівців прорватися до будівлі Верховної Ради України. Після 15-ї години спецпризначенці почали відтісняти протестувальників до майдану Незалежності. Проти людей застосовували травматичну зброю, їх закидали світлошумовими гранатами. Багато кого з тих, хто відстав, силовики по-звірськи побили. Серед цих людей опинився й Іван Наконечний. Біля будинку № 16 на вулиці Інститутській він отримав важкі травми голови та шийного відділу хребта. Його шпиталізували до Інституту нейрохірургії, зробили операцію. Упродовж двох тижнів поранений був у комі, але 7 березня 2014 року його серце зупинилося.
Син Івана мешкає у Санкт-Петербурзі, на батьківщині своєї матері. Він був повідомлений про загибель батька, але відмовився його ховати або ж попрощатися з батьком. «У вас там багато бандерівців. Мені страшно туди їхати», — сказав син загиблого героя Небесної сотні.

## Вшанування пам'яті

Меморіальна дошка на будинку, в якому жив І. М. Наконечний

21 листопада 2015 року –  ім’я та портрет Івана Наконечного розміситили у тимчасовому Меморіалі Героїв Небесної Сотні у Києві.
19 лютого 2016 року – в Києві на фасаді будинку по вулиці Лісківській, 28, в якому жив Іван Наконечний, відкрито меморіальну дошку на його честь.
23 серпня 2019 року – ім’я та портрет Івана Наконечного викарбували на Меморіалі Героїв Небесної Сотні у Львові.
2 вересня 2019 року – на будівлі Буртівської загальноосвітньої школи, де навчався Іван Наконечний, установлено меморіальну дошку. 
21 серпня 2020 року – в селі Бурти на вшанування пам’яті Івана Наконечного та всіх загиблих майданівців відкрили пам’ятний знак "Розстріляна гідність".

### Нагороди
- Звання Герой України з удостоєнням ордена «Золота Зірка» (21 листопада 2014, посмертно) — за громадянську мужність, патріотизм, героїчне відстоювання конституційних засад демократії, прав і свобод людини, самовіддане служіння Українському народу, виявлені під час Революції гідності[9]
- Медаль «За жертовність і любов до України» (УПЦ КП, червень 2015) (посмертно)[10]